# Liste der Stolpersteine in Weimar
Die Liste der Stolpersteine in Weimar enthält die Orte der im thüringischen Weimar von Gunter Demnig zur Erinnerung an die Opfer des Nationalsozialismus verlegten Stolpersteine. Darüber hinaus sind ein kleines Bild mit der Gravur der Stolpersteine und den Namen der Betroffenen, deren Andenken die Steine gewidmet sind, enthalten. Soweit bekannt, wurden das Verlegedatum und ein paar Anmerkungen zu den Personen vermerkt.

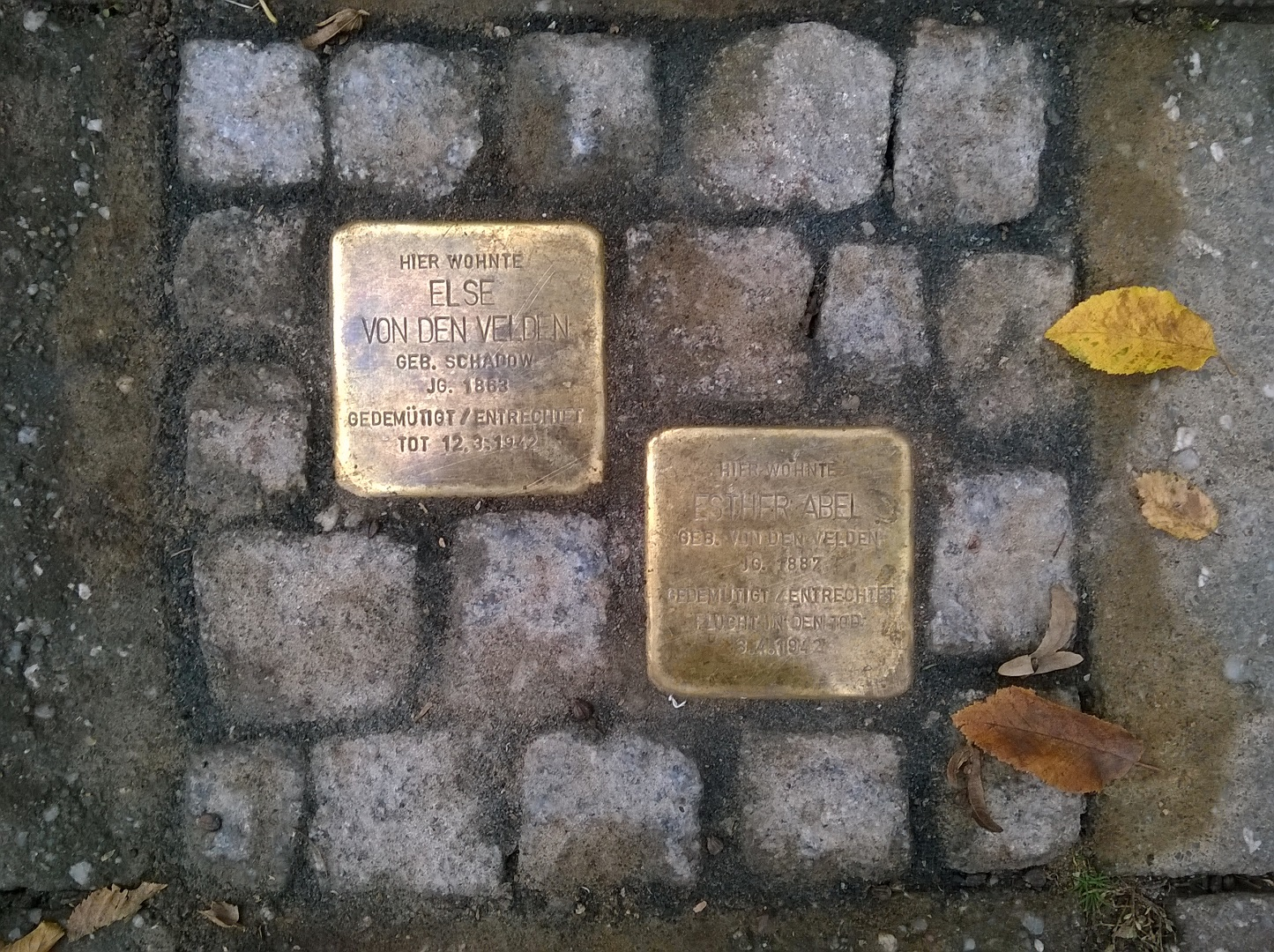
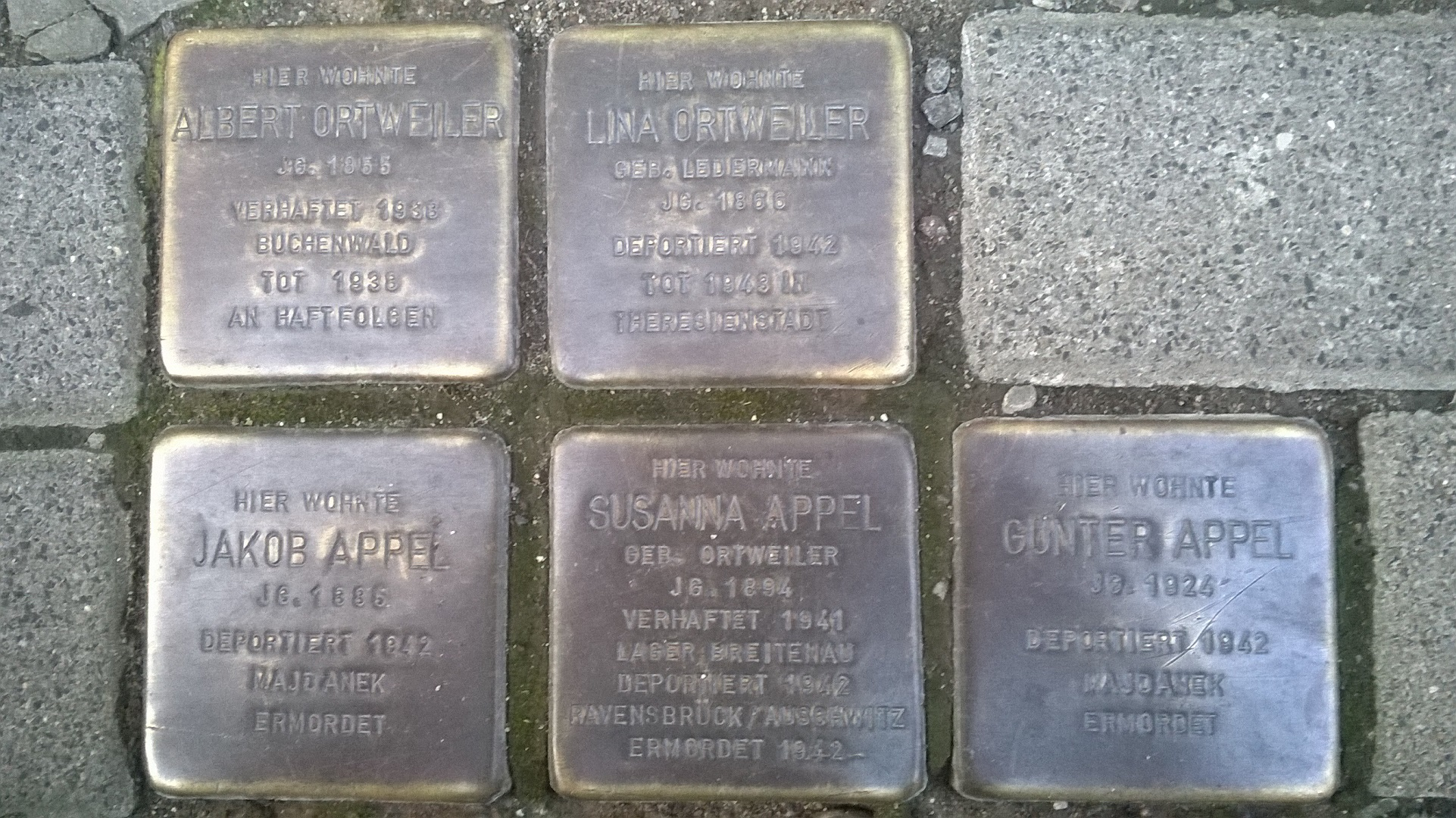
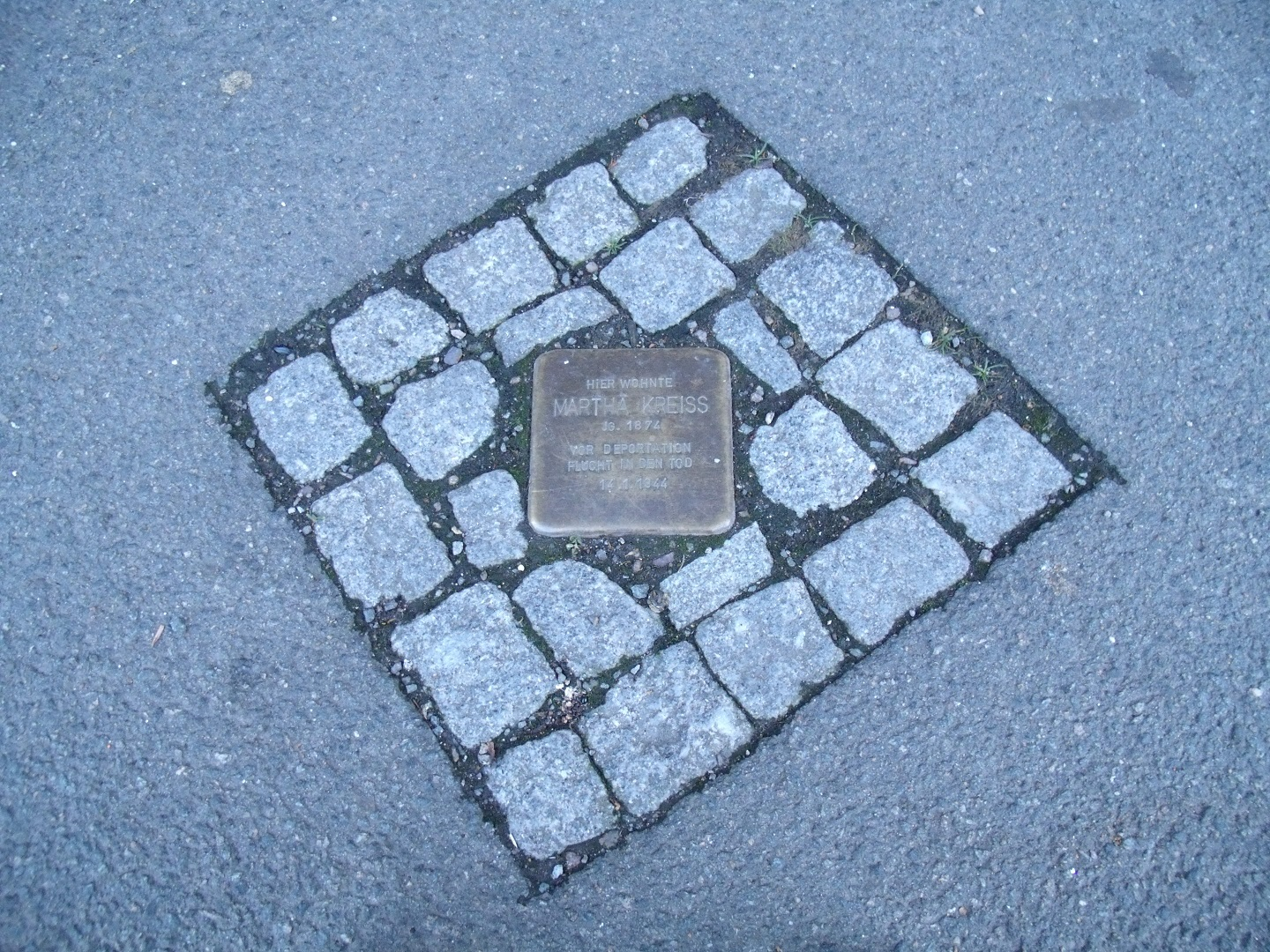
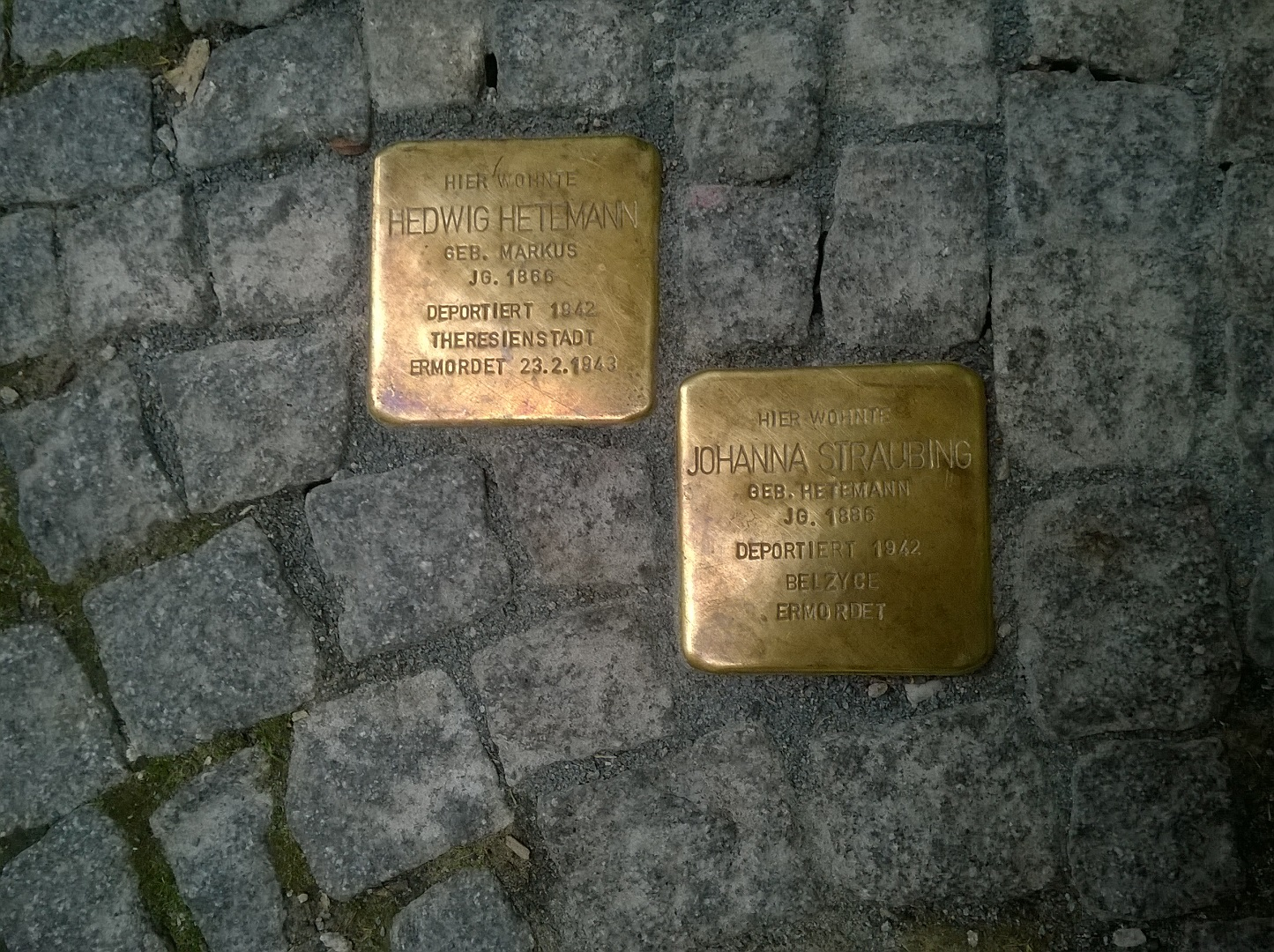
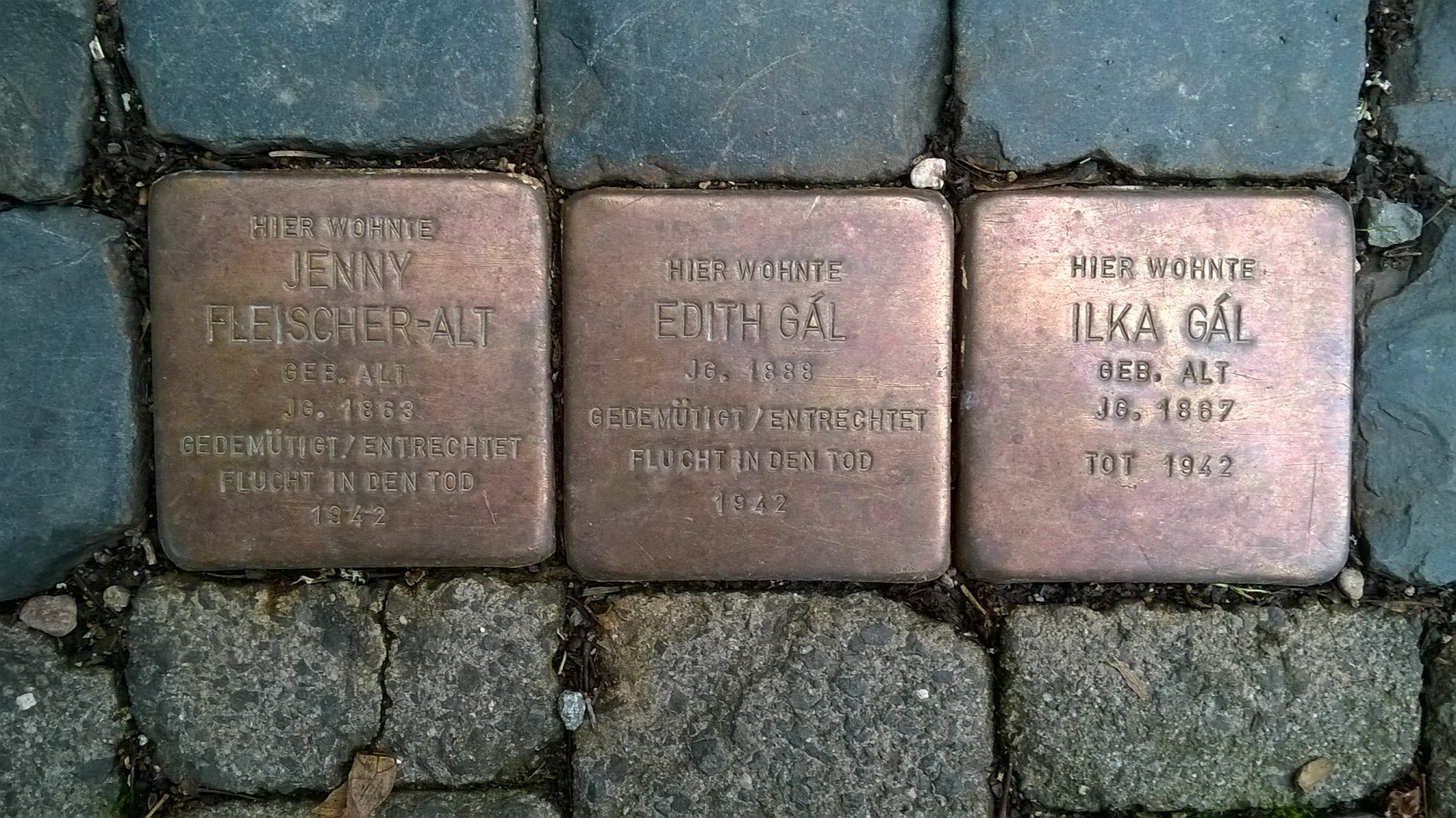
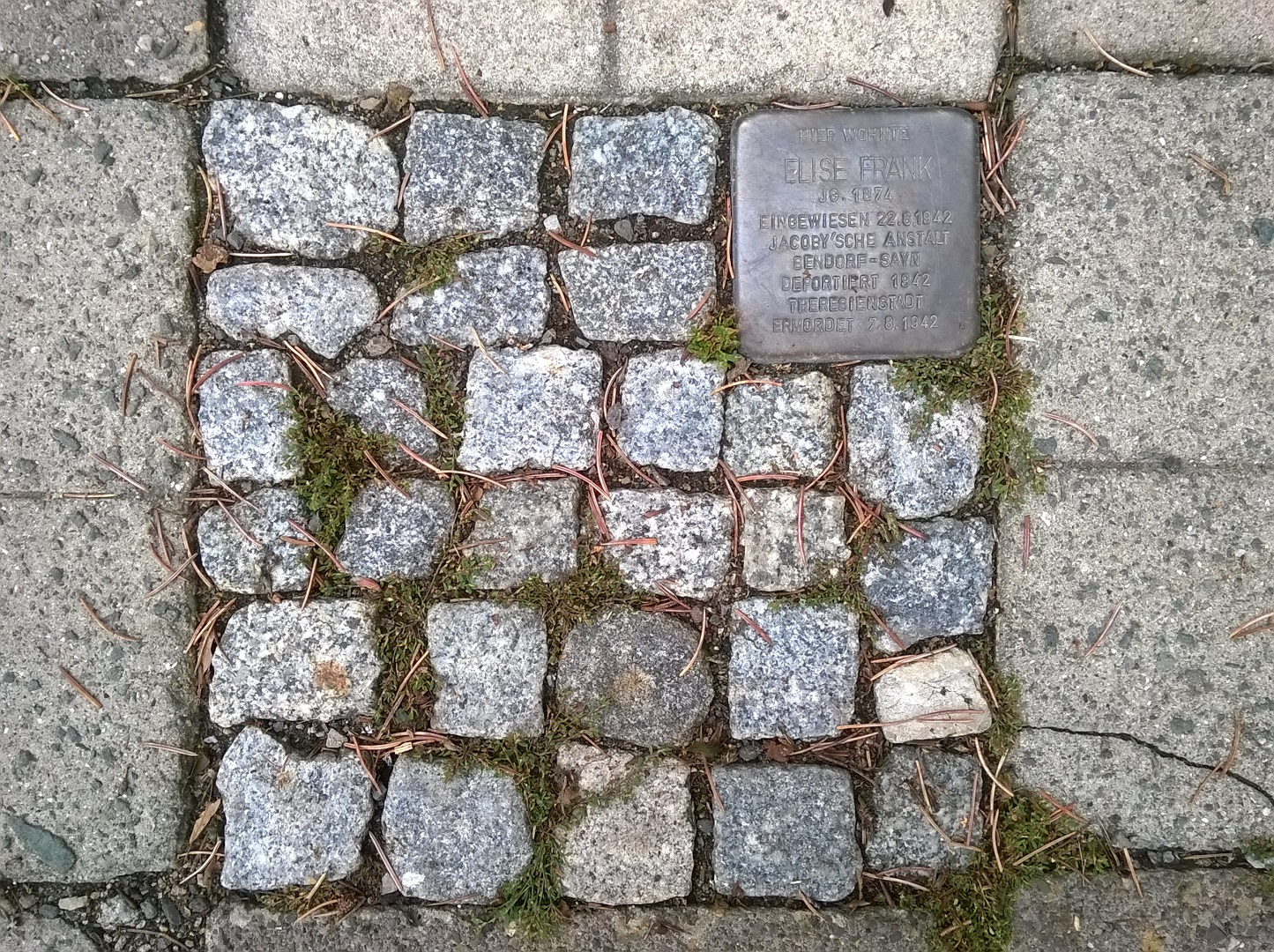
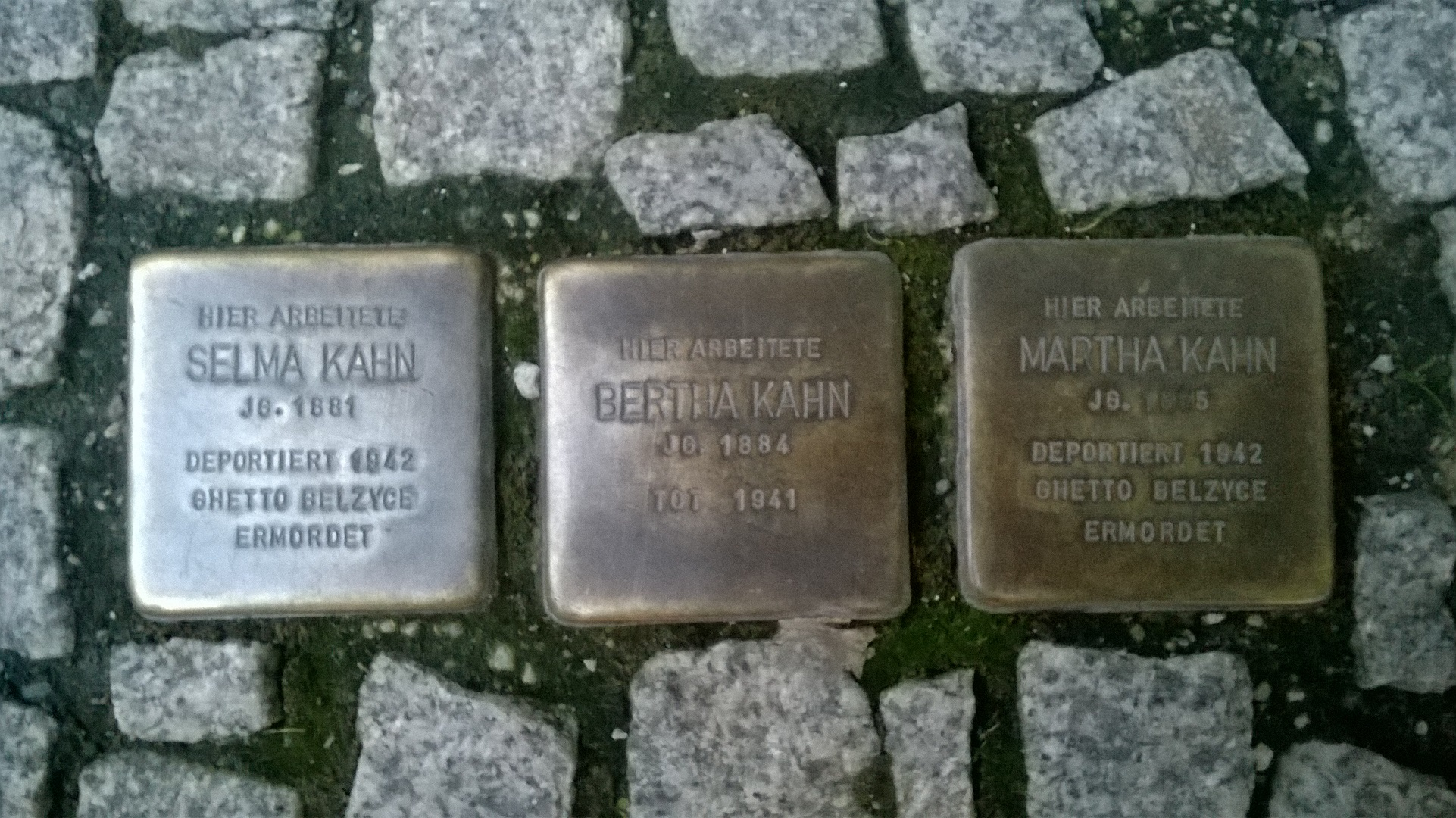

## Stolpersteinliste
| Bild                 | Inschrift | Name                          | Ort                                  | Verlegedatum  | Anmerkungen |
| -------------------- | --- | ----------------------------- | ------------------------------------ | ------------- | --- |
| Abel, Esther         | HIER WOHNTE ESTHER ABEL GEB. VON DEN VELDEN JG. 1887 GEDEMÜTIGT / ENTRECHTET FLUCHT IN DEN TOD 3.4.1942                                                                           | Abel, Esther                  | Freiherr-vom-Stein-Allee 10 (Karte)  | 2. Okt. 2015  | Esther Abel war die Tochter von Adolf und Else von den Velden, geb. Schadow. Ab 1911 studierte sie an der Großherzoglich sächsischen Kunstgewerbeschule Ornamentik, Farbenlehre und Weberei. 1915 heiratete sie Kornel Abel, geb. am 1. August 1881, ein österreichischer Offizier. Beide lebten in Wien. Nach dem Anschluss Österreichs an Deutschland im März 1938 zogen sie 1939 nach Weimar und wohnten bei Esthers Mutter Else von den Velden. Kornel Abels Spuren verlieren sich nach 1940 in Weimar, sein Schicksal ungeklärt. Nach der NS-Rassegesetzgebung wurde Esther Abel als „Volljüdin“ verfolgt und setzte ihrem Leben unter dem Druck der Verfolgung am 3. April 1942 ein Ende. |
| Appel, Günter        | HIER WOHNTE GÜNTER APPEL JG. 1924 DEPORTIERT 1942 MAJDANEK ERMORDET | Appel, Günter                 | Brühl 6 (Karte)                      | 7. Mai 2008   | Günter Appel, geb. am 18.10.1924 in Weimar, war der Enkel von Albert und Lina Ortweiler und Sohn von Jakob und Susanna Appel. Er hatte noch einen Bruder Joachim Appel. Günter Appel wurde am 10. Mai 1942 über Weimar ins Ghetto Belzyce deportiert. |
| Appel, Jakob         | HIER WOHNTE JAKOB APPEL JG. 1885 DEPORTIERT 1942 MAJDANEK ERMORDET | Appel, Jakob                  | Brühl 6 (Karte)                      | 7. Mai 2008   | Jakob Appel wurde am 17. Mai 1885 in Mansbach bei Hünfeld in Hessen-Nassau geboren. Er heiratete 1920 Susanna, die älteste Tochter Albert und Lina Ortweilers und übernahm kurze Zeit später die Leitung des Ledergeschäfts von seinem Schwiegervater am Brühl 6. Am 10. November 1938 wurde er im Konzentrationslager Buchenwald inhaftiert. Mit dem Weimarer Deportationszug vom 10. Mai 1942 wurde er in das Ghetto Belzyce südwestlich von Lublin in Polen „umgesiedelt“. |
| Appel, Susanna       | HIER WOHNTE SUSANNA APPEL GEB. ORTWEILER JG. 1894 VERHAFTET 1941 LAGER BREITENAU DEPORTIERT 1942 RAVENSBRÜCK/AUSCHWITZ ERMORDET 1942                                              | Appel, Susanna                | Brühl 6 (Karte)                      | 7. Mai 2008   | Susanna (* 1894) und Hildegard Ortweiler (* 1900) waren die Töchter Albert und Lina Ortweilers. Susanna Appel wurde im September 1941 nach einer Hausdurchsuchung der Weimarer Gestapo, wegen ein paar Eiern, die sie als Jüdin nicht besitzen durfte, verhaftet und kurz darauf ins Arbeitserziehungslager Breitenau deportiert. Von dort transportierte man sie in das KZ Ravensbrück und später ins KZ Auschwitz. Susanna Appel starb dort am 8. Oktober 1942. |
| Berlowitz, Edith     | HIER ARBEITETE EDITH BERLOWITZ JG. 1907 FLUCHT 1940 PALÄSTINA | Berlowitz, Edith              | Schillerstraße 17 (Karte)            | 3. Nov. 2019  | |
| Berlowitz, Israel    | HIER ARBEITETE ISRAEL BERLOWITZ JG. 1868 'SCHUTZHAFT' 1938 BUCHENWALD FLUCHT 1938 PALÄSTINA                                                                                       | Berlowitz, Israel             | Schillerstraße 17 (Karte)            | 4. Sep. 2017  | |
| Berlowitz, Lucie     | LUCIE BERLOWITZ GEB. MARCUSE JG. 1880 FLUCHT 1938 PALÄSTINA | Berlowitz, Lucie              | Schillerstraße 17 (Karte)            | 4. Sep. 2017  | |
|                      | HIER WOHNTE ELSE CARILLON GEB. KAUFMANN JG. 1889 DEPORTIERT 1944 THERESIENSTADT ERMORDET 16.2.1944                                                                                | Carillon, Else                | Carl-von-Ossietzky-Straße 34 (Karte) | 16. Aug. 2021 | |
|                      | HIER WOHNTE HANS EICHENBRONNER JG. 1928 FLUCHT 1939 LETTLAND ERMORDET 1941 IM BESETZTEN LETTLAND                                                                                  | Eichenbronner, Hans           | Paul-Schneider-Straße 4 (Karte)      | 3. Nov. 2019  | |
|                      | HIER WOHNTE LENA EICHENBRONNER GEB. BERLOWITZ JG. 1903 FLUCHT 1939 LETTLAND ERMORDET 1941 IM BESETZTEN LETTLAND                                                                   | Eichenbronner, Lena           | Paul-Schneider-Straße 4 (Karte)      | 3. Nov. 2019  | |
|                      | HIER WOHNTE PETER EICHENBRONNER JG. 1928 FLUCHT 1939 LETTLAND ERMORDET 1941 IM BESETZTEN LETTLAND                                                                                 | Eichenbronner, Peter          | Paul-Schneider-Straße 4 (Karte)      | 3. Nov. 2019  | |
|                      | HIER WOHNTE EMANUEL EISENBRUCH JG. 1870 FLUCHT 1936 TSCHECHOSLOWAKEI DEPORTIERT 1942 THERESIENSTADT ERMORDET 6.9.1942                                                             | Eisenbruch, Emanuel           | Ernst-Thälmann-Straße 41 (Karte)     | 3. Nov. 2019  | |
|                      | HIER WOHNTE GERTRUD EISENBRUCH GEB. KLEIN JG. 1896 GEDEMÜTIGT/ENTRECHTET MIT HILFE ÜBERLEBT                                                                                       | Eisenbruch, Gertrud           | Ernst-Thälmann-Straße 41 (Karte)     | 3. Nov. 2019  | |
|                      | HIER WOHNTE OTTO EISENBRUCH JG. 1897 MEHRMALS VERHAFTET FLUCHT TSCHECHOSLOWAKEI VERHAFTET 1940 DACHAU 1941 BUCHENWALD ERMORDET 18.7.1942                                          | Eisenbruch, Otto              | Ernst-Thälmann-Straße 41 (Karte)     | 3. Nov. 2019  | |
|                      | HIER WOHNTE REGINA EISENBRUCH GEB. FLEISCHMANN JG. 1871 FLUCHT PRAG TOT 1938 | Eisenbruch, Regina            | Ernst-Thälmann-Straße 41 (Karte)     | 3. Nov. 2019  | |
|                      | HIER WOHNTE RUTH EISENBRUCH JG. 1927 FLUCHT 1936 TSCHECHOSLOWAKEI VERHAFTET DEPORTIERT 1942 THERESIENSTADT 1942 SOBIBOR ERMORDET                                                  | Eisenbruch, Ruth              | Ernst-Thälmann-Straße 41 (Karte)     | 3. Nov. 2019  | |
|                      | HIER WOHNTE ELLA FISCHER VERW. SACHS GEB. OPPENHEIMER JG. 1889 FLUCHT 1938 HOLLAND INTERNIERT WESTERBORK DEPORTIERT 1943 SOBIBOR ERMORDET 28.5.1943                               | Fischer, Ella                 | Hellerweg 26 (Karte)                 | 4. Sep. 2017  | Bild gesucht Die Wikipedia wünscht sich an dieser Stelle ein Bild vom Ort mit diesen Koordinaten 50.9814 11.33958 . Motiv: Hellerweg 26: die Stolpersteine für die Familien Fischer und Sachs, die Lage und das Haus Falls du dabei helfen möchtest, erklärt die Anleitung , wie das geht. BW |
|                      | HIER WOHNTE EMIL FISCHER JG. 1880 FLUCHT 1938 HOLLAND INTERNIERT WESTERBORK DEPORTIERT 1943 SOBIBOR ERMORDET 28.5.1943                                                            | Fischer, Emil                 | Hellerweg 26 (Karte)                 | 4. Sep. 2017  | |
|                      | HIER WOHNTE PETER FISCHER JG. 1926 GEDEMÜTIGT/ENTRECHTET TOT 1934 | Fischer, Peter                | Hellerweg 26 (Karte)                 | 4. Sep. 2017  | |
|                      | HIER WOHNTE WOLF FISCHER JG. 1926 FLUCHT 1938 HOLLAND INTERNIERT WESTERBORK DEPORTIERT 1943 SOBIBOR ERMORDET 28.5.1943                                                            | Fischer, Wolf                 | Hellerweg 26 (Karte)                 | 4. Sep. 2017  | |
| Fleischer-Alt, Jenny | HIER WOHNTE JENNY FLEISCHER-ALT GEB. ALT JG. 1863 GEDEMÜTIGT/ENTRECHTET FLUCHT IN DEN TOD 1942                                                                                    | Fleischer-Alt, Jenny          | Belvederer Allee 6 (Karte)           | 7. Mai 2008   | Jenny Fleischer-Alt, geborene Alt, wurde am 3. August 1863 in Pressburg (ung. Pozsony, slowak. Bratislava) in der Slowakei geboren. Sie wohnte in Weimar in der Belvederer Allee 6. Jenny Fleischer-Alt war eine bekannte Opern- und Konzertsängerin, die 1890 im Großherzogtum Sachsen-Weimar-Eisenach mit dem Titel Großherzogliche Kammersängerin geehrt wurde. Sie starb am 7. April 1942 in Weimar den Freitod durch Vergiftung. |
| Frank, Elise         | HIER WOHNTE ELISE FRANK JG. 1874 EINGEWIESEN 22.6.1942 JACOBY'SCHE ANSTALT BENDORF-SAYN DEPORTIERT 1942 THERSIENSTADT ERMORDET 7.8.1942                                           | Frank, Elise                  | Paul-Schneider-Straße 44 (Karte)     | 8. Nov. 2013  | Elise Frank wurde am 10. September 1874 in Köln geboren. Wohnhaft war sie in Weimar und in Bendorf-Sayn. Dort war sie in der Jacoby 'schen Anstalt untergebracht. Auf Grund eines Erlasses, dass jüdische Patienten aus ganz Deutschland nur noch in der Jacoby’schen Anstalt behandelt werden durften, wurde die Einrichtung immer mehr zu einem Sammellager. Zwischen dem 22. März 1942 und dem 11. November 1942 erfolgte die Deportation von mindestens 573 jüdischen Frauen und Männern in die Vernichtungslager des Ostens. Elise Frank wurde am 27. Juli 1942 ab Trier-Köln ins Ghetto Theresienstadt deportiert, wo sie am 7. August 1942 den Tod fand. |
|                      | HIER WOHNTE ELSE FRETZDORFF JG. 1877 SEIT 1923 IN MEHREREN HEILANSTALTEN VERLEGT 27.11.1940 PIRNA-SONNENSTEIN ERMORDET 27.11.1940 AKTION T4                                       | Fretzdorff, Else              | Humboldtstraße 5 (Karte)             | 17. Aug. 2021 | Fretzdorff wurde am 2. Januar 1877 in Zohlow als Tochter eines Rittergutsbesitzers geboren. 1911 zog sie nach Berlin und 1918 schließlich nach Weimar. Vom September 1919 bis zum 1. April 1920 war Fretzdorff unter Helene Börner Schülerin am Bauhaus. Von 1928 an befand sie sich aufgrund psychischer Probleme durchgehend in verschiedenen Anstalten und wurde am 27. November 1940 nach Pirna-Sonnenstein gebracht, wo sie vermutlich noch am selben Tag der Aktion T4 zum Opfer viel. |
| Gál, Edith           | HIER WOHNTE EDITH GÁL JG. 1888 GEDEMÜTIGT/ENTRECHTET FLUCHT IN DEN TOD 1942 | Gál, Edith                    | Belvederer Allee 6 (Karte)           | 7. Mai 2008   | Edith Gál wurde am 16. Dezember 1888 in Wien als erste von vier Geschwistern geboren. Sie starb am 11. April 1942 wie ihre Tante Jenny Fleischer-Alt einen Freitod durch Vergiftung. Ausschlaggebend dafür war die hoffnungslose finanzielle Lage, durch den Tod ihrer kranken Mutter Ilka Gál, deren Arzt- und Krankenhauskosten nicht bezahlt werden konnten, und die Angst vor einem Abtransport ins KZ. |
| Gál, Ilka            | HIER WOHNTE ILKA GÁL GEB. ALT JG. 1867 TOT 1942 | Gál, Ilka                     | Belvederer Allee 6 (Karte)           | 7. Mai 2008   | Ilka Gál war die jüngere Schwester von Jenny Fleischer-Alt. Ilkas Ehemann Josef Gál war homöopathischer Arzt in Wien. Beide hatten sie vier Kinder: Edith (* 1888), Hans (* 1890), Margarethe (* 1895) und Ernestine (* 1899). 1926 verwitwete Ilka Gál und flüchtete mittellos geworden 1939 mit ihrer Tochter Edith aus Wien nach Weimar zu ihrer Schwester Jenny Fleischer-Alt. Ilka Gál war herzkrank und ihre Schwester konnte ihr aufgrund der „Sicherungsanordnung“ nur sehr schwer die medizinischen Notwendigkeiten finanzieren. Ilka starb am 4. März 1942 an den Folgen eines Unfalls. |
| Goldschmidt, Wally   | HIER WOHNTE WALLY GOLDSCHMIDT JG. 1891 DEPORTIERT 1942 BELZYCE ERMORDET | Goldschmidt, Wally            | Martersteigstraße 6 (Karte)          | 10. Okt. 2014 | Wally Goldschmidt, geb. 22.01.1891, stammte aus der Elberfelder Familie des Rechtsanwaltes Julius Goldschmidt und Henriette, geb. Rosskam. Sie wurde am 10. Mai 1942 über Weimar ins Ghetto Belzyce deportiert. |
|                      | HIER WOHNTE ERIKA HAASE JG. 1936 EINGEWIESEN 1.3.1944 'ERZIEHUNGSHEIM FÜR JÜDISCHE MISCHLINGSKINDER' IN DER HEILANSTALT HADAMAR ERMORDET 27.3.1944                                | Haase, Erika                  | Karlstraße 7 (Karte)                 | 16. Aug. 2021 | Bild gesucht Die Wikipedia wünscht sich an dieser Stelle ein Bild vom Ort mit diesen Koordinaten 50.9816 11.32745 . Motiv: Karlstraße 7: der Stolperstein für Erika Haase, die Lage und das Haus Falls du dabei helfen möchtest, erklärt die Anleitung , wie das geht. BW |
| Hetemann, Hedwig     | HIER WOHNTE HEDWIG HETEMANN GEB. MARKUS JG. 1866 DEPORTIERT 1942 THERESIENSTADT ERMORDET 23.2.1943                                                                                | Hetemann, Hedwig              | Teichgasse 6 (Karte)                 | 2. Okt. 2015  | Aus der jüdischen Händlerfamilie Markus stammend, heiratete Hedwig im Frühling 1900 Franz Hetemann. In der Teichgasse 6 betrieben sie einen Laden, der neben Textilien auch Dekorationsartikel, Kunstblumen, Schreibwaren, Puppen und Spielzeug anbot. Die Familie wohnte über dem Laden, der als das letzte jüdisch geführte Geschäft in Weimar galt und am 10. November 1938 von der SS demoliert und das Schaufenster eingeschlagen wurde. Im September 1942 wird sie mit den meisten der verbliebenen Juden nach Theresienstadt deportiert. In dem beschönigend „Altersghetto“ genannten Konzentrationslager herrschten Unterernährung und Elend. Ungeziefer und der Mangel an Waschgelegenheiten führten zu Epidemien. Am 23. Februar 1943 stirbt Hedwig Hetemann. |
| Kahn, Bertha         | HIER ARBEITETE BERTHA KAHN JG. 1884 TOT 1941 | Kahn, Bertha                  | Wielandstraße 2 (Karte)              | 7. Mai 2008   | In den 1880 Jahren kamen Bertha, Martha und Selma in Wiesbaden als Kinder von Tobias Kahn und seiner Frau Frieda, geborene Strauss, zur Welt und wuchsen mit ihren Geschwistern Lina und Julius auf. In Weimar gründeten zwei Tanten mütterlicherseits Rosa und Jeanette Strauss ein Geschäft. Tante Rosa heiratete Moritz Marchand, der 1903 den israelischen Religionsverein Weimars mitgründete. Die Marchands führten das Geschäft über viele Jahre und gaben es schließlich in die Hände der Schwestern Kahn. Sie wurden 1938 zur Aufgabe des Schuhladens gezwungen. Berta Kahn starb mit erst 56 Jahren im Frühjahr 1941 zu Hause in Weimar. Sie erhielt eine Grabstätte auf dem Jüdischen Friedhof in Erfurt und wurde dort beerdigt. |
| Kahn, Martha         | HIER ARBEITETE MARTHA KAHN JG. 1885 DEPORTIERT 1942 GHETTO BELZYCE ERMORDET | Kahn, Martha                  | Wielandstraße 2 (Karte)              | 7. Mai 2008   | Am 10. Mai 1942 müssen Martha und Selma ihr Zuhause verlassen. Sie werden mit hunderten weiteren Thüringer Juden in die Ghettos und Lager der NS-Tötungsmaschinerie gebracht. Marthas Spuren verlieren sich nach ihrer Ankunft im Ghetto Belzyce im Distrikt Lublin. |
| Kahn, Selma          | HIER ARBEITETE SELMA KAHN JG. 1881 DEPORTIERT 1942 GHETTO BELZYCE ERMORDET | Kahn, Selma                   | Wielandstraße 2 (Karte)              | 7. Mai 2008   | Über den Tod und das Leben der drei Schwestern ist wenig bekannt. Selmas letzter Weg führte sie am 8. September 1942 nach Auschwitz. Ihre Tante Rosa Marchand wird 84-jährig im September 1942 nach Theresienstadt deportiert und stirbt dort am 20. April 1943. |
| Kohlmann, Richard    | HIER WOHNTE RICHARD KOHLMANN JG. 1877 VERHAFTET 1936 ERMORDET 1937 IN BUCHENWALD                                                                                                  | Kohlmann, Richard             | Carl-von-Ossietzky-Straße 18 (Karte) | 7. Mai 2008   | Am 3. August 1877 wurde Richard Kohlmann im sächsischen Lossa geboren. 1936 wohnhaft in Weimar wurde er von der Gestapo verhaftet und in das KZ Bad Sulza verschleppt. Über das KZ Lichtenburg gelangte er am 31. Juli 1937 nach Buchenwald. Inhaftiert wurde er weil er in Opposition zum Regime stand. Von allen Konzentrationslagern hatte Buchenwald in den Jahren des Aufbaus, 1937–1939, die höchste Sterberate. Sechzigjährig erlag Kohlmann am 22. August 1937 einer Lungenentzündung und wurde so der erste Weimarer, der im KZ Buchenwald starb. |
| Kreiss, Martha       | HIER WOHNTE MARTHA KREISS JG. 1874 VOR DEPORTATION FLUCHT IN DEN TOD 14.1.1944 | Kreiss, Martha                | Hummelstraße 3 (Karte)               | 7. Nov. 2013  | Als eine in Neuwied am Rhein geborene Goetzel stammte sie aus einer jüdischen Familie. Verheiratet mit dem Weimarer Schul- und Armenarzt Dr. Theodor Kreiß hatte sie einen Sohn „Bubi“. Gemeinsam wohnten sie in der Hummelstraße 5. Ihr Mann starb im Februar 1940. Ende April 1939 wird reichsweit das „Gesetz über Mietverhältnisse mit Juden“ erlassen. Da ab 1940 „Nichtarier“ nicht mehr zur Miete bei „Ariern“ wohnen durften, wurden viele in so genannte Judenhäuser umquartiert. Die Villa Jenny Fleischer-Alts wurde eines der Weimarer „Judenhäuser“. Mit Käthe Friedländer und Martha Kreiß siedelte die Gestapo alte, alleinstehende Menschen in die Belvederer Allee 6 um, Mitte Dezember 1941 zog auch der Cellist Eduard Rosé ein. Nach dem Tode Jenny Fleischer-Alts und der Gàls mussten die verbliebenen Bewohner das Haus verlassen. Käthe Friedländer wurde am 10. Mai nach Belzyce deportiert, Martha Kreiß zog in die Hummelstraße 3, Eduard Rosé musste in das „Judenhaus“ am Brühl umziehen. Die mit den Kreißens befreundete Familie Neuschild wohnte in der Hegelstraße 5, gleich nebenan, und in den Jahren ab 1942 schaffte Eva Mühlbächer, Tochter der Neuschilds, jeden Abend ein Töpfchen mit Essen zu Martha Kreiß. Sie brachte sich und ihre Familie damit in große Gefahr: Jenen, die „in der Öffentlichkeit freundschaftliche Beziehungen zu Juden“ zeigten, drohte eine dreimonatige „Schutzhaft“. Wer ihnen Lebensmittel gab, riskierte, ins Konzentrationslager zu kommen. |
|                      | HIER WOHNTE ELFRIEDE LEOPOLD GEB. LEWKOWITZ JG. 1887 GESCHÄFT ARISIERT 1938 DEPORTIERT 1942 BELZYCE 1942 MAJDANEK ERMORDET                                                        | Leopold, Elfriede             | Ernst-Kohl-Straße 27 (Karte)         | 3. Nov. 2019  | Bild gesucht Die Wikipedia wünscht sich an dieser Stelle ein Bild vom Ort mit diesen Koordinaten 50.98968 11.32465 . Motiv: Ernst-Kohl-Straße 27: die Stolpersteine für die Familie Leopold, die Lage und das Haus Falls du dabei helfen möchtest, erklärt die Anleitung , wie das geht. BW |
| Lewin, Gustav        | HIER WOHNTE GUSTAV LEWIN JG. 1869 GEDEMÜTIGT / ENTRECHTET FLUCHT IN DEN TOD 17. 10. 1938                                                                                          | Lewin, Gustav                 | Steubenstraße 19 (Karte)             | 2. Okt. 2015  | 1885 begann Gustav Lewin mit 16 Jahren ein Studium an der Musikhochschule seiner Heimatstadt Berlin. Im Mai 1898 heiratete er die Sängerin und Tochter des Weimarer Kammermusikers Friedrich Wilhelm Haupt Hedwig Haupt. Das bildungsbürgerliche Weimar wurde ihm ein Zuhause. 1901 wird der vielseitig begabte Lewin vom Gründer und Direktor der Weimarer Orchesterschule Carl Müllerhartung an die Großherzogliche Musikschule geholt. Nach 32 Jahren verlor er im Juli 1933 als „Nichtarier“ seine Anstellung an der Musikhochschule Weimar. Am 17. Oktober 1938 starb Gustav Lewin, nachdem er die Nahrungsaufnahme verweigert hatte. |
|                      | HIER WOHNTE ANNELIESE MEISTER JG. 1927 AB 1942 FÜRSORGEHEIME VERHAFTET 8.4.1944 ALS ASOZIAL STIGMATISIERT DEPORTIERT 1944 AUSCHWITZ, RAVENSBRÜCK ZWANGSARBEIT SCHICKSAL UNBEKANNT | Meister, Anneliese            | Gretelweg 5 (Karte)                  | 16. Aug. 2021 | Bild gesucht Die Wikipedia wünscht sich an dieser Stelle ein Bild vom Ort mit diesen Koordinaten 50.99634 11.33363 . Motiv: Gretelweg 5: der Stolperstein für Anneliese Meister, die Lage und das Haus Falls du dabei helfen möchtest, erklärt die Anleitung , wie das geht. BW |
| Nehrling, Kurt       | HIER ARBEITETE KURT NEHRLING JG. 1899 VERHAFTET 1943 ERMORDET 1943 IN DACHAU | Nehrling, Kurt                | Eckenerstraße 1 (Karte)              | 7. Mai 2008   | Kurt Nehrling war während der Zeit des Nationalsozialismus um 1933 Gründungsmitglied der Widerstandsgruppe Nehrling-Eberling. |
| Ortlepp, Lucy        | HIER WOHNTE LUCY ORTLEPP JG. 1883 DEPORTIERT 1943 AUSCHWITZ ERMORDET 30.8.1943 | Ortlepp, Lucy                 | Ratstannenweg 21 (Karte)             | 28. Juli 2013 | Lucy Ortlepp wurde als Lucy Bock am 2. Februar 1883 in Neubrandenburg/Mecklenburg geboren. Sie wohnte in Weimar am Ratstannenweg 21. |
| Ortweiler, Albert    | HIER WOHNTE ALBERT ORTWEILER JG. 1855 VERHAFTET 1938 BUCHENWALD TOT 1938 AN HAFTFOLGEN                                                                                            | Ortweiler, Albert             | Brühl 6 (Karte)                      | 7. Mai 2008   | Albert Ortweiler wurde am 13. Februar 1855 in Walldorf (Meiningen) geboren und zog 30 Jahre später nach Weimar, um sich eine Existenz als Kaufmann aufzubauen. Dort kaufte er das Haus am Brühl 6 und führte dort ein Ledergeschäft. Albert Ortweiler wurde wahrscheinlich 1938 im Rahmen der Novemberpogrome – im Alter von 83 Jahren – von der Gestapo verhaftet. Er starb vermutlich an den Folgen der Haft im Dezember 1938. |
| Ortweiler, Lina      | HIER WOHNTE LINA ORTWEILER GEB. LEDERMANN JG. 1866 DEPORTIERT 1942 TOT 1943 IN THERESIENSTADT                                                                                     | Ortweiler, Lina               | Brühl 6 (Karte)                      | 7. Mai 2008   | Albert Ortweilers Frau Lina, am 13. November 1866 in Bauerbach, bei Meiningen, geborene Ledermann wurde 1943 nach Theresienstadt deportiert und kehrte nie wieder zurück. Dort starb sie am 23. Juli 1943. Ihrem Sohn Joachim Ortweiler gelang im Februar 1938 die Ausreise in die USA zu seinem Onkel. Er wurde später als John Appel Professor an der Universität von Michigan. |
| Rosé, Eduard         | HIER WOHNTE EDUARD ROSÉ GEB. ROSENBLUM JG. 1859 DEPORTIERT 20.9.1942 THERESIENSTADT TOT 24.1.1943                                                                                 | Rosé, Eduard                  | Marienstraße 16 (Karte)              | 23. Mai 2007  | Eduard Rosé, geb. am 29. März 1859, in Jassy und gest. am 24. Januar 1943 im Konzentrationslager Theresienstadt, heute Terezin, war Musiker, Musiklehrer und 1883 ein Mitbegründer des nach 1900 weltberühmten Rosé-Quartetts. |
| Rosé, Ernst          | HIER WOHNTE ERNST ROSÉ JG. 1900 FLUCHT 1939 USA | Rosé, Ernst                   | Marienstraße 16 (Karte)              | 4. Sep. 2017  | Sohn von Eduard Rosé, Bruder von Wolfgang Rosé |
| Rosé, Wolfgang       | HIER WOHNTE WOLFGANG ROSÉ JG. 1902 FLUCHT 1941 USA | Rosé, Wolfgang                | Marienstraße 16 (Karte)              | 4. Sep. 2017  | Sohn von Eduard Rosé, Bruder von Ernst Rosé |
|                      | HIER WOHNTE HELENE LIESELOTTE ROTHSCHILD GEB. LEOPOLD JG. 1919 SCHULVERBOT 1936 FLUCHT 1938 USA/SÜDAFRIKA                                                                         | Rothschild, Helene Lieselotte | Ernst-Kohl-Straße 27 (Karte)         | 3. Nov. 2019  | |
|                      | HIER WOHNTE GERHARD SACHS JG. 1919 FLUCHT 1936 ARGENTINIEN | Sachs, Gerhard                | Hellerweg 26 (Karte)                 | 4. Sep. 2017  | |
|                      | HIER WOHNTE HANS ALBRECHT SACHS JG. 1914 FLUCHT 1934 ARGENTINIEN | Fischer, Hans Albrecht        | Hellerweg 26 (Karte)                 | 4. Sep. 2017  | |
|                      | HIER WOHNTE KARL SACHS JG. 1892 'SCHUTZHAFT' 1938 BUCHENWALD FLUCHT 1940 SHANGHAI                                                                                                 | Sachs, Karl                   | Brucknerstraße 11 (Karte)            | 16. Aug. 2021 | Bild gesucht Die Wikipedia wünscht sich an dieser Stelle ein Bild vom Ort mit diesen Koordinaten 50.98211 11.31748 . Motiv: Brucknerstraße 11: der Stolperstein für Karl Sachs, die Lage und das Haus Falls du dabei helfen möchtest, erklärt die Anleitung , wie das geht. BW |
|                      | HIER WOHNTE KURT SACHS JG. 1890 'SCHUTZHAFT' 1938 BUCHENWALD FLUCHT KOLUMBIEN | Sachs, Kurt                   | Luthergasse 1 (Karte)                | 16. Aug. 2021 | Bild gesucht Die Wikipedia wünscht sich an dieser Stelle ein Bild vom Ort mit diesen Koordinaten 50.98204 11.33044 . Motiv: Luthergasse 1: die Stolpersteine für die Familie Sachs, die Lage und das Haus Falls du dabei helfen möchtest, erklärt die Anleitung , wie das geht. BW |
|                      | HIER WOHNTE PETER SACHS JG. 1929 FLUCHT KOLUMBIEN | Sachs, Peter                  | Luthergasse 1 (Karte)                | 16. Aug. 2021 | |
| Schmidt, Rosa        | HIER WOHNTE ROSA SCHMIDT GEB. GRILL-FREIMANN JG. 1882 DEPORTIERT 1944 ERMORDET 1944 IN AUSCHWITZ                                                                                  | Schmidt, Rosa                 | Brennerstraße 42 (Karte)             | 7. Mai 2008   | Rosa Schmidt, wurde am 3. März 1882 als eine Grill-Freimann in Zolkiew (ukr. Zhovkva), Galizien geboren. Sie wohnte in Weimar in der Brennerstraße 42, bevor sie 1942 in das Vernichtungslager nach Auschwitz deportiert wurde. |
| Straubing, Johanna   | HIER WOHNTE JOHANNA STRAUBING GEB. HETEMANN JG. 1886 DEPORTIERT 1942 BELZYCE ERMORDET                                                                                             | Straubing, Johanna            | Teichgasse 6 (Karte)                 | 2. Okt. 2015  | Johanna Straubing war die Tochter von Hedwig Hetemann geb. am 2. Mai 1886 in Halle a. d. Saale, Provinz Sachsen und wohnhaft in Weimar. Sie wurde am 10. Mai 1942 ab Weimar ins Ghetto Belzyce deportiert. |
| Velden, Else von den | HIER WOHNTE ELSE VON DEN VELDEN GEB. SCHADOW JG. 1863 GEDEMÜTIGT / ENTRECHTET TOT 12. 3. 1942                                                                                     | Velden, Else von den          | Freiherr-vom-Stein-Allee 10 (Karte)  | 2. Okt. 2015  | Am 31. Oktober 1863 wurde Else Schadow in Berlin geboren. Der am 24. Dezember in Frankfurt am Main geborene Adolf von den Velden heiratete Else Schadow am 4. September 1886 in Berlin. Gemeinsam bekamen sie vier Kinder, Tochter Esther und drei Söhne. Die Söhne hießen Ulrich, Heinrich und Friedrich. Im Jahr 1892 ließ sich die Familie in Weimar nieder. Drei Jahre später erwarb Adolf von den Velden die dreigeschossige Villa in der Carl-Alexander-Allee 10 (heute Freiherr von Stein Allee). Er starb am 4. Juli 1932, auch seine drei Söhne waren bereits jung verstorben, so dass Else das Haus erbte und alleine in der ersten Etage wohnte. Das Erdgeschoss und die zweite Etage wurden vermietet. Ab September 1939 unterlag Elses Vermögen einer „Sicherungsanordnung“. Auch über ihr Haus durfte sie nicht mehr frei verfügen. Gegen Ende 1941, Anfang 1942 bekamen die ebenfalls aufgrund ihrer jüdischen Herkunft verfolgten Schwestern Martha und Selma Kahn sowie deren Tante Rosa Marchand von der Gestapo in der Wohnung von Else von den Velden und Esther Abel, in der Carl-Alexander-Straße 10, zwangsweise ein Zimmer mit Küchenbenutzung zugewiesen. Else von den Velden verstarb am 12. März 1942 an einem Krebsleiden. |